# Konstantyn (Jakumakis)
Konstantyn, nazwisko świeckie Jakumakis (ur. 1960 w Chanii) – duchowny Greckiego Kościoła Prawosławnego, od 2014 metropolita Megary i Salaminy.

## Życiorys
W 1983 został wyświęcony na diakona. Święcenia kapłańskie przyjął w 1986. Chirotonię biskupią otrzymał 11 października 2014.